# Alte Kapelle (Vilchband)

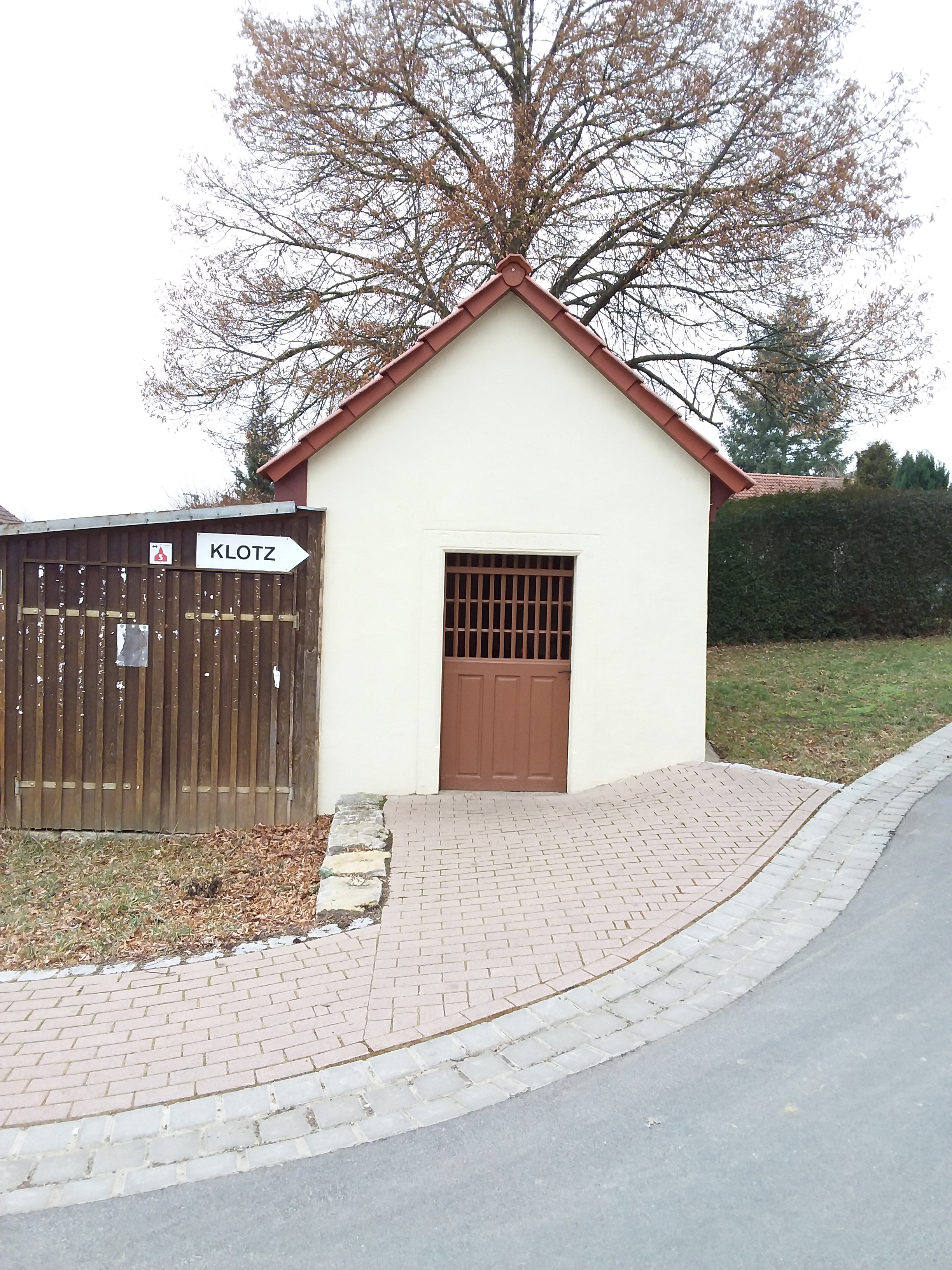
Die Alte Kapelle in Vilchband (2017)

Die römisch-katholische Alte Kapelle in Vilchband wurde vermutlich im Jahre 1766 von der Familie Maag erbaut und befindet sich neben der ehemaligen Gemeindewaage, abseits des zentralen Dorfplatzes. Das Innere der Kapelle glänzt mit einer großen Marienstatue sowie an der Wand hängenden Kleinplastiken.
Die Bezeichnung „Alte Kapelle“ wird in Abgrenzung zur „Neuen Kapelle“ des Ortes verwendet.